# Wendy Guerra
Wendy Guerra, född 11 december 1970 i Havanna, är en kubansk romanförfattare och poet.

### Poesi
- 1987 – Platea a oscuras
- 1996 – Cabeza rapada
- 2009 – Ropa interior

### Romaner
- 2006 – Todos se van
  - 2012 – Alla ger sig av, översättning av Marika Gedin (Tranan)
- 2008 – Nunca fui primera dama
- 2013 – Posar desnuda en La Habana
- 2014 – Negra
- 2016 – Domingo de Revolución